# Вільнянка (Запорізький район)
Вільня́нка (у 1898—1946 роках — Кривобокове) — село в Україні, у Вільнянській міській громаді Запорізького району Запорізької області. До 2020 року орган місцевого самоврядування — Любимівська сільська рада. Населення станом на 1 січня 2007 року складало 69 осіб.

## Географія
Село Вільнянка розташоване за 26 км від обласного центру, на березі річки Вільнянка, вище за течією примикає до міста Вільнянськ і села Новоселівка, нижче за течією на відстані 1 км розташоване село Гарасівка. До села примикає великий масив садових ділянок. Найближча залізнична станція — Вільнянськ (за 5,4 км).

## Історія
Село утворилось у 1780-х роках як поміщицьке на землях генерал-майора Миколи Яковича Ланова й названо на честь однойменної річки Вільнянку. У 1898—1946 роках мало назву — Кривобокове — за прізвищем наступного власника — Григорія Семеновича Кривобокова.
7 (20) листопада 1917 року, відповідно до Третього Універсалу Української Центральної Ради, увійшло до складу Української Народної Республіки.
Внаслідок поразки Перших визвольних змагань село тривалий час було окуповане більшовицькими загарбниками.
У 1932—1933 роках селяни пережили сталінський геноцид.
З 24 серпня 1991 року село у складі Незалежної України.
12 червня 2020 року, відповідно до розпорядження Кабінету Міністрів України від № 713-р «Про визначення адміністративних центрів та затвердження територій територіальних громад Запорізької області», село увійшло до складу Вільнянської міської громади.
19 липня 2020 року, в результаті адміністративно-територіальної реформи та ліквідації Вільнянського району, село у складі новоутвореного Запорізького району.